# Pełkinie
Pełkinie – wieś w Polsce położona w województwie podkarpackim, w powiecie jarosławskim, w gminie Jarosław. Leży w Dolinie Dolnego Sanu, u podnóża lessowej krawędzi Podgórza Rzeszowskiego. Przy drodze krajowej nr 77 Przemyśl-Lipnik.
Prywatna wieś szlachecka, położona w województwie ruskim, w 1739 roku należała wraz z folwarkiem do klucza Jarosław Lubomirskich. W latach 1975–1998 miejscowość położona była w województwie przemyskim.
| SIMC    | Nazwa    | Rodzaj     |
| ------- | -------- | ---------- |
| 0603313 | Jeżyk    | przysiółek |
| 0603276 | Lechy    | część wsi  |
| 0603882 | Podwórze | część wsi  |
| 0603229 | Wygarki  | część wsi  |

Niemiecki obóz jeniecki dla jeńców radzieckich w Pełkiniach w sierpniu 1941 r.

We wsi jest przystanek kolejowy Pełkinie.

## Historia
Teren ten zasiedlony był już w czasach prehistorycznych o czym świadczą wykopaliska datowane na epokę brązu i epokę żelaza. Przy osadzie istniało też cmentarzysko z grobami ciałopalnymi, które świadczyły o napływie na te tereny kultury łużyckiej.
Nazwa „Pelkynye” występuje w dokumentach źródłowych w I poł. XV w., kiedy wraz z dobrami Jarosławskimi należała do Spytka z Tarnowa, wojewody sandomierskiego. W 1458 r. Jarosław wraz z Pełkiniami otrzymał Spytek Jarosławski (ok. 1536–1519), zwany też Spytkiem z Jarosławia, syn Rafała z Jarosławia, wnuk Spytka z Tarnowa. W 1462 r. Pełkinie i Kostków (obecnie część Jarosławia) sprzedane zostały za 800 grzywien braciom Janowi i Pawłowi Łysakowskim.
Przydatnym źródłem archiwalnym do poznawania historii z XVI i XVII wieku są Regestra poborowe, które zapisali poborcy podatkowi ziemi przemyskiej z lat: 1508, 1515, 1589, 1628, 1651.
W końcu XVI w. jedyną właścicielką była Zofia z Odrowążów Kostkowa (prawnuczka Spytka III, wdowa po ostatnim z Jarosławskiej linii Tarnowskich Janie Krzysztofie Tarnowskim). Jej drugi mąż, Jan Kostka, prowadził poważna działalność budowlaną, m.in. rozbudował zamek w Jarosławiu i postawił murowany pałac w Pełkiniach (1575-1580?), otoczony ozdobnym ogrodem z wodotryskami. W opisie Jarosławia i okolicy, wykonanym w 1681 roku, wymienione są dwa pałace: niedokończony nowy pałac pod wałem oraz zniszczony, stary usytuowany po prawej stronie wyjścia z nowego, nad sadzawkami. Nie jest dokładnie wiadomo, kto zaczął ów drugi pałac budować.
W 1897 roku wybrano zwierzchność gminną, której naczelnikiem został Antoni Rozlepiło, a w 267 domach, było 1564 mieszkańców. W 1921 roku w Pełkiniach było 307 domów.
Podczas II wojny światowej w Pełkiniach mieścił się obóz dla jeńców radzieckich. Przebywało tu 30 tys. więźniów z których zmarło z głodu i wycieńczenia ok. 6 tys. jeńców. W 1962 roku odsłonięto cmentarz zmarłych więźniów a w 1974 roku odsłonięto pomnik ku ich czci.
W 1945 roku wysiedlono na sowiecką Ukrainę 266 osób z 72 domów.

## Pałac w Pełkiniach

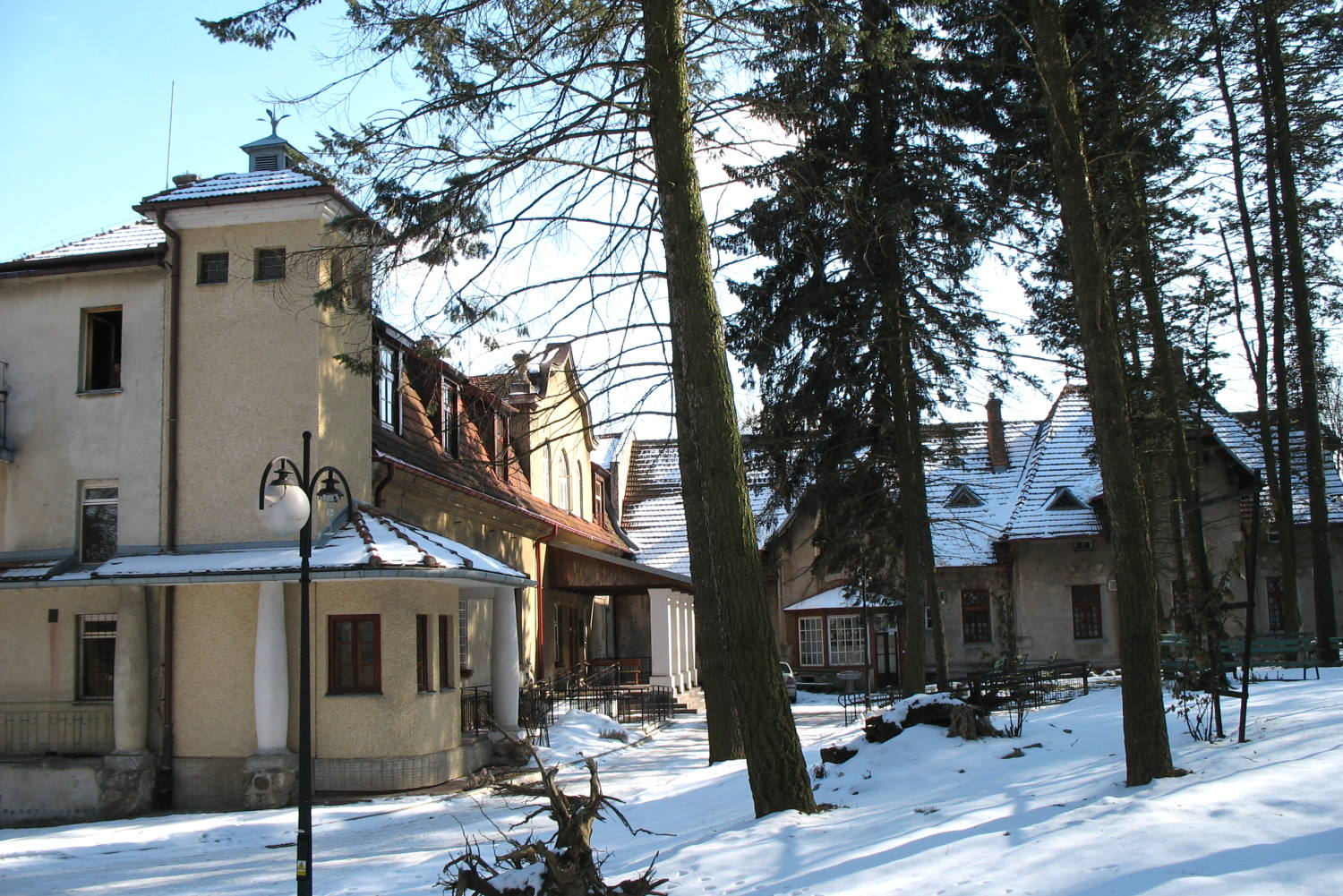
Pałac Czartoryskich w Pełkiniach

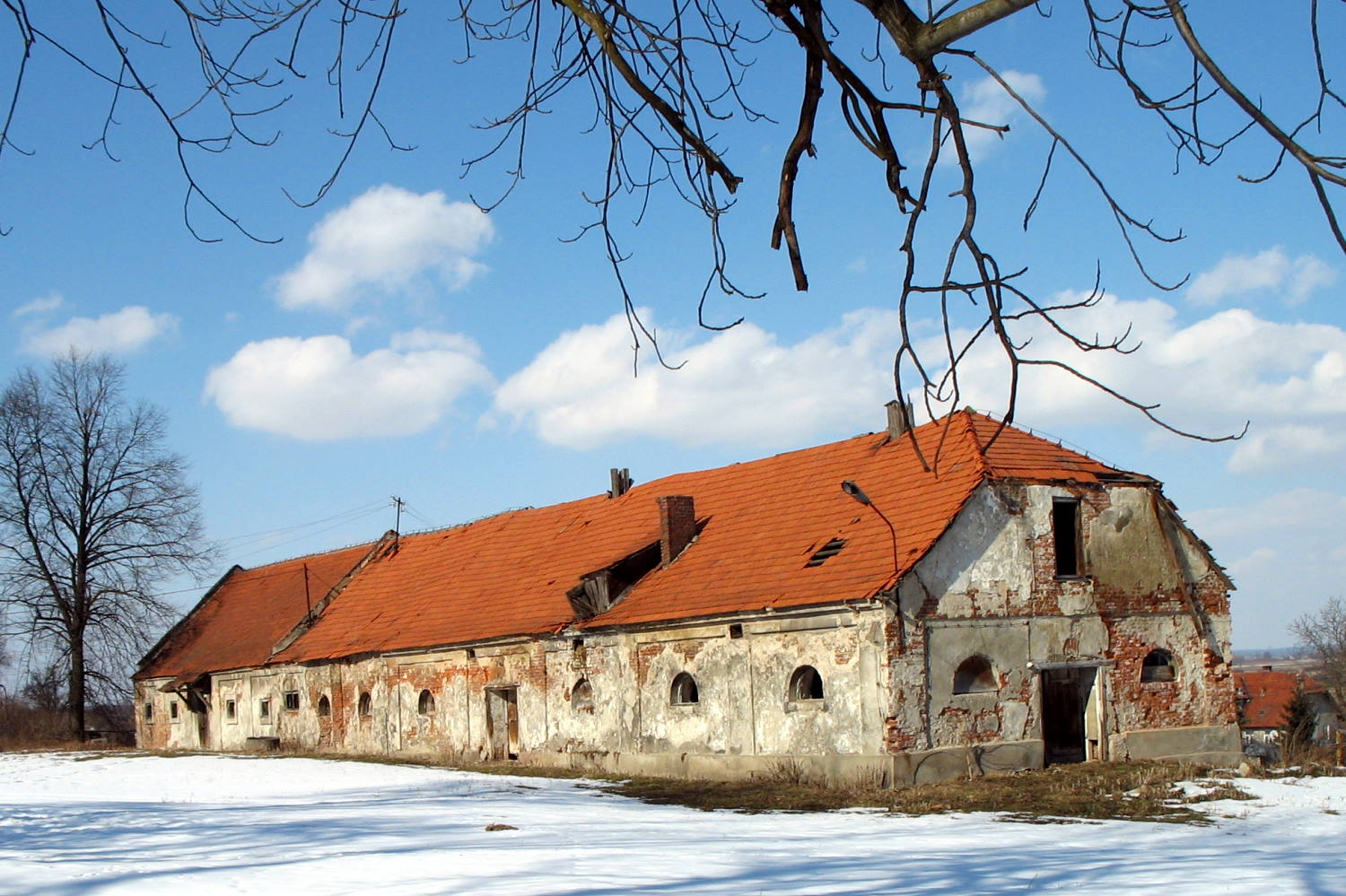
Zabudowania gospodarcze przy pałacu

Budowę nowego pałacu ukończył Paweł Karol Sanguszko, który wszedł w posiadanie Pełkiń przez małżeństwo z Marianną Lubomirską (po jej śmierci w 1729 roku). Według inwentarza z 1724 r. pałac był już gotowy i bogato wyposażony. Parter i piwnice z tej budowli zachowały się do dziś w bryle pełkińskiego pałacu. Sami Sanguszkowie nie mieszkali tutaj, majątek przekazywany był w kolejne dzierżawy.
W 1753 roku na podstawie transakcji kolbuszowskiej właścicielami Pełkiń zostali Czartoryscy z Sieniawy. W pałacu mieszkali w dalszym ciągu dzierżawcy, a na stałe zamieszkał w Pełkiniach w 1889 r. książę Witold Czartoryski, po ślubie z hrabiną Jadwigą z Dzieduszyckich. W 1895 r. do starego pałacu dobudowano południowe skrzydło, tzw. parkowe, według projektu lwowskiego architekta Ludwika Ramułta. Dalszą rozbudowę projektował krakowski architekt Franciszek Mączyński. Wieloczłonowy korpus pałacu z wieżyczkami, ganeczkami i tarasami utrzymany jest w eklektycznym typie szwajcarskiego zameczku.
Według starych zapisków w XVI w. istniał tu już park, przekształcany przez kolejnych właścicieli. Obecny wygląd zawdzięcza park księciu Witoldowi Czartoryskiemu, dendrologowi z zamiłowania, który powiększył jego teren (18 ha), rozciągając go na zbocze pobliskiego wzniesienia i nadał mu charakter parku krajobrazowego w stylu angielskim. W centralnej części posadzono wiele drzew obcego pochodzenia (magnolie, kasztanowce, daglezje, choina kanadyjska i inne). Rosną tu też okazałe dęby, lipy i buki oraz cisy w formach drzewiastych i kilka limb. W dolnej części parku znajdują się przestronne łąki ze stawami. W górnej części ciekawa kapliczka z XIX i XX w.
Czartoryscy rezydowali tu do 1944 roku, do reformy rolnej. W sąsiedztwie parku zachowały się pozostałości zabudowań folwarcznych z końca XIX i pocz. XX w. (rządcówka, lamus, stajnia, stodoła i domek ogrodnika).
W 2012 roku właścicielem została rodzina Czartoryskich

## Czas wojny
Wiosną 1941 r. na terenie wsi Niemcy urządzili obóz dla jeńców sowieckich, stalag 37. Obóz zajmował teren o powierzchni ok. 70 ha i mógł pomieścić jednorazowo do 30 000 ludzi. Był to tzw. obóz przejściowy, po krótkim pobycie jeńców wywożono stąd dalej w głąb Rzeszy, do Bełżca lub Oświęcimia. Na terenie obozu zginęła, głównie z głodu, bliżej nieokreślona liczba żołnierzy sowieckich. W wyniku ekshumacji wykonanej w 1944 zlokalizowano 22 masowe mogiły ofiar obozu. Po wywiezieniu ostatnich jeńców wiosną 1942 obszar obozu zmniejszono, przeznaczając go dla Żydów. Podczas okupacji wieś była aktywnie zaangażowana w ruch oporu, co wielu jej mieszkańców przypłaciło życiem. W kwietniu 1942 grupa żołnierzy AK przecięła druty ogradzające obóz, umożliwiając ucieczkę ok. 70 jeńcom. W styczniu 1944 Niemcy rozstrzelali w Pełkiniach 232 Polaków, przywiezionych z krakowskiego więzienia Montelupich.

## Dzieje najnowsze
Pałac i park przetrwały do II wojny światowej. W 1945 r. zniszczony pałac, zdewastowany park, obiekty gospodarcze i 40 ha ziemi (w południowej części wsi, zwanej Wygarki) zostały przejęte przez Referat Opieki Społecznej Urzędu Powiatowego w Jarosławiu i po remoncie adaptowane na Państwowy „Dom Pomocy Społecznej” dla Dorosłych. W 2007 roku Dom Pomocy Społecznej został przeniesiony do Sośnicy. 13 sierpnia 2012 roku pałac został zwrócony Witoldowi Czartoryskiemu.

## Kościół
Na podstawie regestrów poborowych z 1515 roku wiadomo, że już od jakiegoś czasu przed 1515 rokiem istniała w Pełkiniach parochia greckokatolicka. Cerkiew drewniana została zbudowana w 1870 roku, przez księcia Adama Czartoryskiego. Cerkiew murowana pw. Świętego Mikołaja została zbudowana w 1909 roku. Parochia greckokatolicka istniała do 1945 roku.
W 1889 roku w pałacu znajdującym się na Wygarkach zamieszkał na stałe książę Witold Czartoryski po ślubie z hrabiną Jadwigą z Dzieduszyckich, którzy byli bardzo religijni. W 1893 roku zostały sprowadzone zakonnice Służebniczki starowiejskie; również w 1893 roku zbudowano ochronkę. W 1920 roku w pałacu powstała druga kaplica
W 1945 roku w opuszczoną cerkiew zaadaptowano na kościół rzymskokatolickiej parafii w Pełkiniach, która została utworzona 28 sierpnia 1945 roku. Indultem kardynała Adama Sapiehy z 13 maja 1949 roku parafia otrzymała prawo do odpustu 3 maja (Najświętszej Maryi Panny Królowej Polski).
8 lutego 1974 roku bp Ignacy Tokarczuk przyznał prawa do prowadzenia samodzielnego ośrodka duszpasterskiego.

## Oświata
Początki szkolnictwa państwowego w Pełkiniach rozpoczęły się w 1874 roku, gdy 7 czerwca 1874 roku reskryptem Rady szkolnej krajowej została zorganizowana szkoła publiczna jednoklasowa. Od 1898 roku szkoła była już 2-klasowa.
W 1959 roku zbudowano nowy budynek szkolny, który w 1990 roku rozbudowano. 10 września 2006 roku oddano do użytku salę gimnastyczną i nastąpiło nadanie szkole podstawowej imienia bł. Michała Czartoryskiego. W 1999 roku na mocy reformy oświaty nastąpiło przekształcenie w 6-letnią szkołę podstawową i 3-letnie gimnazjum. W 2017 roku na mocy reformy oświaty przywrócono 8-letnią szkołę podstawową.

## Inne zabytki
- Kościół parafialny pw. Marii Panny Królowej Polski (dawna cerkiew greckokatolicka pw. św. Mikołaja) murowany, zbudowany w 1909 r., restaurowany w latach 1970-1980. Wewnątrz polichromia wykonana w 1988 r. przez Zygmunta Wiglusza. Obok dzwonnica z lat 20. XX w.
- Stara szkoła z początku XX w.
- Drewniane domy z początków XX w.

## Pomniki
- Pomnik ofiar terroru hitlerowskiego, postawiony w 1970 roku w miejscu rozstrzelania przez Niemców 29 stycznia 1944 roku grupy 24 żołnierzy AK przywiezionych z więzienia Montelupich w Krakowie. Zbrodnia ta była odwetem za odbicie przez żołnierzy AK 19 stycznia 1944 roku ujętego członka ruchu oporu.
- Pomnik upamiętniający męczeństwo żołnierzy radzieckich, wzniesiony w 1974 roku w pobliżu byłego obozu jenieckiego.

## Urodzeni w Pełkiniach
- Kazimierz Jerzy Czartoryski – polski ziemianin, oficer Wojska Polskiego, działacz społeczny, do 1921 książę.
- Jan Franciszek Czartoryski (imię zakonne Michał) – dominikanin, kapelan Armii Krajowej, rozstrzelany przez Niemców w czasie Powstania Warszawskiego, beatyfikowany przez Jana Pawła II w gronie 108 męczenników z okresu II wojny światowej.
- Józef Miś – ksiądz rzymskokatolicki, kapelan Armii Krajowej, jako proboszcz w Wiązownicy prowadził wspólnie z nauczycielem Józefem Ochęduszko obronę wsi przed ukraińskimi nacjonalistami z UPA.